# Merk (Familienname)
Merk ist ein deutscher Familienname.

## Namensträger
- Alexander Merk (* 1987), deutscher Zauberkünstler
- Alfred Merk (1877–1964), deutscher Verleger
- Anneliese Dorer-Merk (1928–2022), Schweizer Bildhauerin
- Beate Merk (* 1957), deutsche Politikerin (CSU), bayerische Staatsministerin für Europaangelegenheiten und regionale Beziehungen
- Brigitte Merk-Erbe (* 1956), deutsche Kommunalpolitikerin (Freie Wähler)
- Brigitte Thonhauser-Merk (* 1943), österreichische Malerin, Grafikerin und Autorin
- Bruno Merk (1922–2013), deutscher Politiker (CSU)
- Bruno Merk (* 1970), deutscher Kerntechnikingenieur
- Daniela Merk (* 1974), deutsche Schlagersängerin
- Eduard Merk (1816–1888), deutscher Historien- und Genremaler
- Elisabeth Merk (* 1963), deutsche Architektin und Stadtplanerin
- Emma Haushofer-Merk (1854–1925), deutsche Schriftstellerin und Frauenrechtlerin
- Ernst Merk (1903–1975), deutsche Generalmajor im Zweiten Weltkrieg
- Franz Merk (1894–1945), deutscher Politiker (NSDAP)
- Fritz Merk (1889–nach 1968), deutscher Sportjournalist und Herausgeber
- Gerhard Ernst Merk (1931–2020), deutscher Wirtschaftswissenschaftler
- Gottfried Merk (1786–1825), Münchener bürgerlicher Goldarbeiter und Hofjuwelier
- Günther Merk (1888–1947), deutscher Jurist, SS-Brigadeführer und Generalmajor der Polizei
- Gustav Merk (1874–1954), deutscher Geistlicher und Archivar
- Hans F. Merk (* 1949), deutscher Mediziner
- Hans Günther Merk (1930–2024), deutscher Beamter
- Heidrun Merk (* 1945), deutsche Politikerin (SPD)
- Jan Merk (* 1964),  Historiker, Autor und Museumsleiter
- Jarka Pazdziora-Merk (* 1949), deutsche Politikerin (SPD), MdL
- Joachim Merk (* 1976), deutscher Ökonom
- Joseph Merk (Politiker) (auch Josef Merk; 1780–1845), deutscher Jurist und Politiker, MdL Baden
- Joseph Merk (Komponist) (auch Josef Merk; 1795–1852), österreichischer Komponist und Cellist
- Joseph Merk (Geistlicher) (auch Josef Merk; 1890–1933), deutscher Geistlicher
- Kai Merk (* 1998), deutsch-kirgisischer Fußballspieler
- Käte Merk (1911–1997), deutsche Schauspielerin
- Kimi Merk (* 2004), deutsch-kirgisischer Fußballspieler
- Klaus Merk (* 1967), deutscher Eishockeyspieler und -trainer
- Larissa Wiktorowna Merk (* 1971), russische Ruderin
- Marion Caspers-Merk (* 1955), deutsche Politikerin (SPD), MdB
- Markus Merk (* 1962), deutscher Fußballschiedsrichter
- Otto Merk (1933–2021), deutscher evangelischer Theologe
- Patrik Merk (* 1974), Schweizer Radrennfahrer
- Sebastian Merk (* 1977), deutscher Jazz-Schlagzeuger
- Sybille Merk (* 1968), deutsche Olympiateilnehmerin im Segeln und Vorsitzende des Bayerischen Seglerverbandes
- Theresa Merk (* 1989), deutsche Fußballtrainerin
- Thomas Merk (* 1953), deutscher Schriftsteller und literarischer Übersetzer
- Valentin Merk (1853–1937), deutscher Kunstpädagoge und Professor an der Kunstgewerbeschule Karlsruhe
- Walther Merk (1883–1937), deutscher Rechtshistoriker
- Wilhelm Merk (1791–1853), Schweizer Politiker, Regierungsrat Thurgau, Tagsatzungsgesandter
- Wilhelm Merk (Jurist) (1887–1970), deutscher Staats- und Verwaltungsrechtler